# な
な en hiragana ou ナ en katakana sont deux kanas, caractères japonais qui représentent la même more. Ils sont prononcés /na/ et occupent la 21e place de leur syllabaire respectif, entre た et に.

## Origine
L'hiragana な et le katakana ナ proviennent, via les man'yōgana, du kanji 奈.

## Romanisation
Selon les systèmes de romanisation Hepburn, Kunrei et Nihon, な et ナ se romanisent en « na ».

## Tracé
L'hiragana な s'écrit en quatre traits.

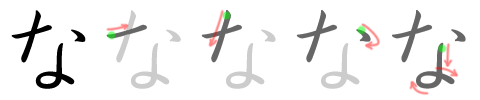
Ordre des traits pour な.

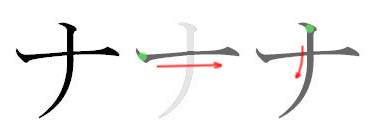
Ordre des traits pour ナ.

1. Trait horizontal, de gauche à droite.
2. Trait vertical, légèrement diagonal et orienté vers la gauche, coupant le premier trait.
3. Trait diagonal, à droite des deux premiers.
4. Trait courbe, sous le troisième, formant une boucle à gauche en bas de caractère.

Le katakana ナ s'écrit en deux traits.
1. Trait horizontal, de gauche à droite.
2. Trait vertical, coupant le premier trait à sa moitié et s'incurvant vers la gauche à mi-parcours.

## Représentation informatique
- Unicode[1],[2] :
  - な : U+306A
  - ナ : U+30CA